# Karl Koske
Dr Karl Koske (27 juin 1889 à Sarajevo - 8 avril 1945 à Vienne) est un Generalmajor allemand qui a servi au sein de la Heer dans la Wehrmacht pendant la Seconde Guerre mondiale.
Il a été récipiendaire de la Croix de chevalier de la Croix de fer. Cette décoration est attribuée pour récompenser un acte d'une extrême bravoure sur le champ de bataille ou un commandement militaire avec succès.

## Biographie
Karl Koske est blessé dans un raid aérien et décède dans un hôpital de Vienne le 8 avril 1945.

## Promotions
| Fähnrich der Reserve     | 1er janvier 1912  |
| Leutnant der Reserve     | 1er janvier 1914  |
| Oberleutnant der Reserve | 1er novembre 1915 |
| Oberleutnant             | 1er janvier 1917  |
| Hauptmann                | 1er mai 1918      |
| Stabshauptmann           | 1er mars 1923     |
| Major                    | 27 septembre 1927 |
| Oberstleutnant           | 15 janvier 1935   |
| Oberst                   | 1er décembre 1940 |
| Generalmajor             | 1er janvier 1944  |

## Décorations
- Croix d'honneur
- Croix de fer
  - 2e Classe
  - 1re Classe
- Médaille du Front de l'Est
- Croix allemande en Or (25 avril 1942)
- Croix de chevalier de la Croix de fer
  - Croix de chevalier le 15 mars 1944 en tant que Generalmajor et commandant de la 212. Infanterie-Division[1]